# Sebastian Ofner
Sebastian Ofner (* 12. Mai 1996 in Bruck an der Mur) ist ein österreichischer Tennisspieler.

## Karriere
Sebastian Ofner, der in Sankt Marein im Mürztal lebt, trainiert seit seinem 14. Lebensjahr im ÖTV-Leistungszentrum in der Südstadt, wo er von Wolfgang Thiem – Vater von Dominic Thiem – und Konditionstrainer Florian Pernhaupt betreut wird. Nach abgeschlossener Matura startete er eine Laufbahn als Leistungssportler beim Bundesheer.

### Erste ATP-Turniere
Ofner, dessen bevorzugter Belag Sand ist, spielte bis 2017 hauptsächlich auf der ITF Future Tour, wo er bisher fünf Titel gewann. Im Oktober 2016 nahm er in Wien erstmals an der Qualifikation für ein ATP-Turnier teil, scheiterte dort jedoch an Jan-Lennard Struff. 2017 trat er vermehrt auf der Challenger Tour in Erscheinung. Im Mai erreichte er in Mestre sein erstes Finale auf diesem Level, in dem er João Domingues in zwei Sätzen unterlag. Davor hatte der Steirer bereits zweimal als Sparringpartner am Davis Cup teilgenommen.
Am 29. Juni 2017 qualifizierte er sich in Wimbledon erstmals für den Hauptbewerb eines Grand-Slam-Turniers sowie erstmals überhaupt für die Teilnahme an einem Turnier der ATP World Tour. In der ersten Runde schlug er die Nummer 55 der Weltrangliste, den Brasilianer Thomaz Bellucci, in drei Sätzen. Mit einem weiteren Sieg über den an Nummer 17 gesetzten Jack Sock, den er in fünf Sätzen niederrang, zog er in die dritte Runde ein, in der er Deutschlands Nummer eins Alexander Zverev glatt in drei Sätzen unterlag. Vier Wochen später erreichte er bei den Generali Open in Kitzbühel dank einer Wildcard das Halbfinale, in dem er João Sousa in zwei Sätzen unterlag. An seinen Wimbledon-Erfolg konnte er im folgenden Jahr nicht anknüpfen und scheiterte bereits in der Qualifikation. Dafür gewann er wenige Wochen später in Astana sein erstes Challenger-Turnier mit einem Finalsieg gegen den Deutschen Daniel Brands.
2018 debütierte er für die österreichische Davis-Cup-Mannschaft.

### Challenger-Erfolge und Verletzungspause
In den folgenden Jahren war Ofner vor allem auf der Challenger-Tour erfolgreich. Ende April 2019 gewann er in León an der Seite von Lucas Miedler mit einem Finalsieg gegen die Australier Matt Reid und John-Patrick Smith seinen ersten Doppeltitel auf diesem Niveau. Im Oktober 2021 musste er sich aufgrund eines chronischen Fersenkeils einem chirurgischen Eingriff im linken Fuß unterziehen. Nach siebenmonatiger Verletzungspause gab er 2022 sein Comeback und holte mit einem Finalerfolg gegen Dalibor Svrčina in Prag erstmals einen Challenger-Titel auf Sand. Bei den folgenden French Open gelang es ihm erstmals seit Wimbledon 2017 wieder, die Qualifikation für ein Grand-Slam-Turnier zu überstehen. In der ersten Runde unterlag er dem amtierenden Olympiasieger Alexander Zverev in drei Sätzen.
Aufgrund anhaltender Schmerzen musste er sich im September 2022 erneut einer kleinen Operation unterziehen.

### Neues Karrierehoch
Im Jänner 2023 konnte Ofner erstmals seit Jahren wieder schmerzfrei Tennis spielen. Er erreichte in den folgenden Monaten Challenger-Finals auf Teneriffa, in Antalya, Zadar und Prag und konnte sich trotz vier Finalniederlagen von Rang 193 zu Jahresbeginn auf Platz 118 Ende Mai verbessern.
Nach erneut überstandener Qualifikation feierte er gegen den deutlich besser platzierten US-Amerikaner Maxime Cressy, der auf Sand aber nie erfolgreich war, einen Auftaktsieg bei den French Open. In der Folge besiegte er auch den an Nummer 24 gesetzten Sebastian Korda – wie in der Runde zuvor glatt in drei Sätzen. Gegen den Sandplatzspezialisten Fabio Fognini gewann er in fünf Sätzen und zog erstmals in seiner Karriere in das Achtelfinale eines Grand-Slam-Turniers ein. Dort scheiterte er in drei Sätzen an Stefanos Tsitsipas, verbesserte sich in der Weltrangliste aber auf Platz 81 und löste erstmals Dominic Thiem als Österreichs Nummer eins im Herrentennis ab. Dank seines fünften Challenger-Finaleinzugs des Jahres in Ilkley stieg er in der Weltrangliste bis auf sein Rekordhoch von Rang 69 auf. Mit seinem ersten Finalerfolg des Jahres in Salzburg verbesserte er sich weiter auf Weltranglistenplatz 58.
Beim Saisonauftakt beim Turnier in Hongkong gelang ihm der Einzug ins Halbfinale, wo er sich Emil Ruusuvuori mit 6:4, 5:7 und 3:6 geschlagen geben musste. Er verbesserte sich dadurch auf den 37. Platz der Weltrangliste, ein neues Karrierehoch.

## Erfolge
| Legende (Anzahl der Siege)  |
| Grand Slam                  |
| ATP World Tour Finals       |
| ATP World Tour Masters 1000 |
| ATP World Tour 500          |
| ATP World Tour 250          |
| ATP Challenger Tour (6)     |

### Einzel

#### Turniersiege
| Nr. | Datum          | Turnier         | Belag     | Finalgegner        | Ergebnis       |
| --- | -------------- | --------------- | --------- | ------------------ | -------------- |
| 1.  | 22. Juli 2018  | Astana          | Hartplatz | Daniel Brands      | 7:65, 6:3      |
| 2.  | 5. Mai 2019    | Puerto Vallarta | Hartplatz | John-Patrick Smith | 7:68, 3:6, 6:3 |
| 3.  | 24. April 2022 | Prag            | Sand      | Dalibor Svrčina    | 6:0, 6:4       |
| 4.  | 16. Juli 2023  | Salzburg        | Sand      | Lukas Neumayer     | 6:3, 6:2       |

#### Finalteilnahmen
| Nr. | Datum         | Turnier  | Belag | Finalgegner      | Ergebnis |
| --- | ------------- | -------- | ----- | ---------------- | -------- |
| 1.  | 29. Juni 2024 | Mallorca | Rasen | Alejandro Tabilo | 3:6, 4:6 |

### Doppel

#### Turniersiege
| Nr. | Datum          | Turnier | Belag     | Partner         | Finalgegner                       | Ergebnis         |
| --- | -------------- | ------- | --------- | --------------- | --------------------------------- | ---------------- |
| 1.  | 27. April 2019 | León    | Hartplatz | Lucas Miedler   | Matt Reid John-Patrick Smith      | 4:6, 6:4, [10:6] |
| 2.  | 5. April 2025  | Menorca | Sand      | Benjamin Hassan | Andrea Vavassori Matteo Vavassori | 7:5, 6:3         |

## Abschneiden bei Grand-Slam-Turnieren

### Einzel
| Turnier         | 2017 | 2018 | 2019 | 2020 | 2021 | 2022 | 2023 | 2024 | 2025 | Karriere |
| --------------- | ---- | ---- | ---- | ---- | ---- | ---- | ---- | ---- | ---- | -------- |
| Australian Open | —    | Q1   | Q2   | Q1   | Q1   | —    | Q3   | 1    | –    | 1        |
| French Open     | —    | Q1   | Q2   | Q3   | Q1   | 1    | AF   | 3    | 2    | AF       |
| Wimbledon       | 3    | Q1   | Q1   |      | Q3   | Q3   | 1    | 1    | 3    | 3        |
| US Open         | Q1   | Q2   | Q1   | —    | Q1   | Q2   | 2    | 1    |      | 2        |

Zeichenerklärung: S = Turniersieg; F, HF, VF, AF = Einzug ins Finale / Halbfinale / Viertelfinale / Achtelfinale; 1, 2, 3 = Ausscheiden in der 1. / 2. / 3. Hauptrunde; Q1, Q2, Q3 = Ausscheiden in der 1. / 2. / 3. Qualifikationsrunde; nicht ausgetragen